# Cap de Copiello
El Cap de Copiello és una muntanya que es troba en el terme municipal de la Vall de Boí, a la comarca de l'Alta Ribagorça, i dins del Parc Nacional d'Aigüestortes i Estany de Sant Maurici.

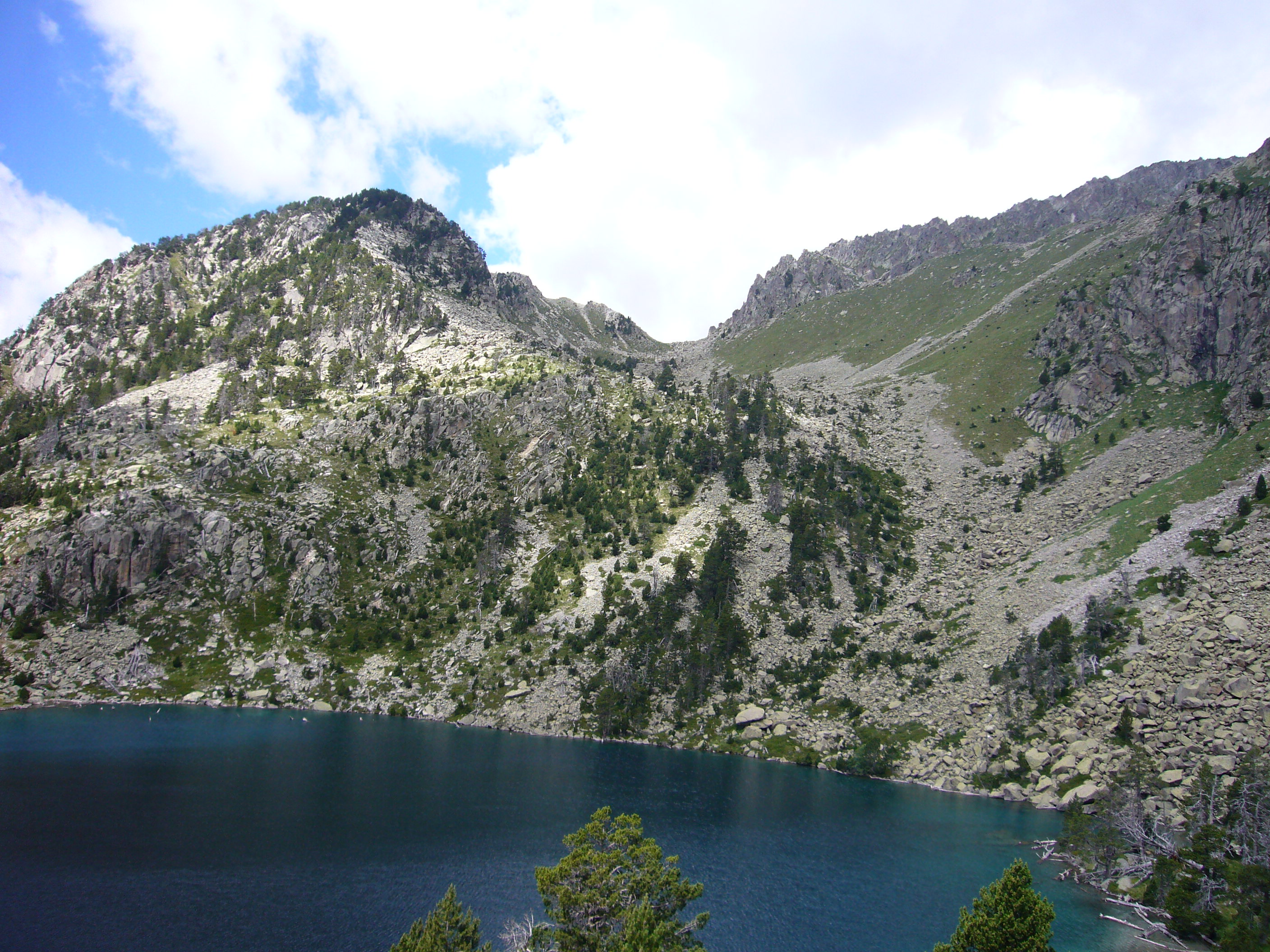
Cap de Copiello (a l'esquerra del coll) i Colladó d'Aigüissi, vistos des de la Vall de Sarradé

El pic, de 2.508,3 metres, s'alça a la carena que separa Aigüissi (O) de la Vall de Sarradé (E); amb el Colladó d'Aigüissi al nord i les Roques Punxentes al sud-oest.

## Rutes
Des de l'Estany de Sarradé: pujant direcció oest.